# 30. prosinec
30. prosinec je 364. den roku podle gregoriánského kalendáře (365. v přestupném roce). Do konce roku zbývá 1 den.

## Události

### Česko
- 1938 – Světová premiéra baletu Sergeje Prokofjeva Romeo a Julie v choreografii Ivo Váni Psoty v Brně.
- 1977 – František kardinál Tomášek jmenován 34. arcibiskupem pražským.
- 1980 – AZNP, závod Kvasiny vyrobily poslední exemplář automobilu Škoda 110 R.

### Svět
- 0533 – Digesta a Institutiones Iustiniani vstoupili v platnost.
- 1460 – Války růží: V bitvě u Wakefieldu padl Richard Plantagenet, 3. vévoda z Yorku, který si činil nárok na anglický trůn.
- 1853 – V Mexico City byla podepsána Gadsdenova koupě o prodeji 76 800 km² mexického území jižně od řeky Gila Spojeným státům za 10 milionů amerických dolarů.
- 1877 – Premiéra Brahmsovy Symfonie č. 2 D dur ve Vídni.
- 1903 – 602 návštěvníků divadla Iroquois Theater v Chicagu zemřelo při požáru. Jedná se o nejtragičtější požár v amerických divadlech.
- 1907 – Perská revoluce: Írán se stal konstituční monarchií.
- 1912 – Nad Marokem byl vyhlášen protektorát rozdělený na francouzské a španělské Maroko. Přístav Tanger se stal mezinárodní neutrální zónou.
- 1916 – Karel I. byl korunován uherským králem jako Karel IV.
- 1918 – Československé vojsko obsadilo Košice.
- 1922 – Spojením RSFSR, Ukrajinské SSR, Běloruské SSR a Zakavkazské SSR vznikl Svaz sovětských socialistických republik.
- 1927 – Byla otevřena první linka tokijského metra – Ginza.
- 1947 – V souvislosti se změnou Rumunska z monarchie na lidovou demokracii byl král Michal I. komunistickou vládou donucen abdikovat.
- 1963 – Karola Wojtylu jmenoval papež Pavel VI. krakovským arcibiskupem.
- 1965 – Ferdinand Marcos se stal prezidentem Filipínské republiky.
- 1988 – V Bělehradě se shromáždila skupina lidí před budovou místní redakce záhřebského deníku Vjesnik a skandovali protichorvatská hesla. Důvodem byla nespokojenost s některými články Vjesniku, které se vyjadřovaly kriticky až útočně k politickému kurzu Srbska pod vedením Slobodana Miloševiće.
- 2004 – Ukrajinský nejvyšší soud nevyhověl stížnostem poraženého prezidentského kandidáta Viktora Janukovyče na průběh opakovaného druhého kola voleb.
- 2006 – V Iráku byl popraven bývalý prezident Saddám Husajn.

## Narození

### Česko

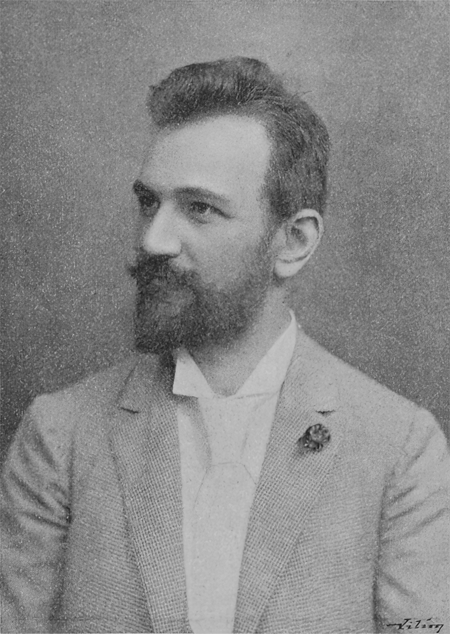
Josef Bohuslav Foerster (* 1859)

- 1749 – Antonín Kraft, violoncellista a hudební skladatel († 28. srpna 1820)
- 1756 – Pavel Vranický, skladatel, dirigent a houslista († 26. září 1808)
- 1785 – Ignác Meisner, český kněz, arciděkan v Horní Polici († 17. září 1864)
- 1800 – František Kristián Wieser, řeholník, kněz a teolog († 14. listopadu 1868)
- 1822 – Karel Leopold Klaudy, pražský primátor († 11. února 1894)
- 1857 – František Chalupa, básník, spisovatel, novinář a překladatel († 1. ledna 1890)
- 1859 – Josef Bohuslav Foerster, hudební skladatel a pedagog († 29. května 1951)
- 1861 – Václav Chlumecký, český, slovenský a československý novinář, politik a senátor († 30. září 1944)
- 1863 – František Albert, katolický teolog († 22. srpna 1935)
- 1867 – Bohuslav Dvořák, malíř († 16. února 1951)
- 1874 – Adolf Bohuslav Dostal, český básník, divadelní kritik a historik, dramatik († jaro 1940)
- 1875 – Bohumil Honzátko, český gymnasta, atlet a olympionik († 12. prosince 1950)
- 1877 – Jaroslav Hurt, herec a režisér († 15. dubna 1959)
- 1878 – Josef Patejdl, český legionář a politik († 7. října 1940)
- 1884 – Otakar Štáfl, český malíř († 14. února 1945)
- 1886 – Karel Skoupý, 12. biskup brněnský († 22. února 1972)
- 1890 – František Myslivec, český malíř († 28. září 1965)
- 1892 – Jaromír Fiala, hudební pedagog, spisovatel, překladatel a skladatel († 15. května 1967)
- 1921 – Ján Šmok, fotograf († 10. prosince 1997)
- 1932 – Olga Čuříková, televizní a rozhlasová moderátorka a dramaturgyně († 17. března 2016)
- 1933 – Zdeněk Humhal, český volejbalový reprezentant
- 1935 – Jaroslava Pešicová, česká malířka, grafička a ilustrátorka
- 1941 – Václav Štěpán, český historik a archivář
- 1942 – Vladimír Pucholt, český herec a lékař
- 1945 – Jaroslav Hellebrand, veslař, reprezentant Československa, olympionik
- 1947 – Jiří Hradec, český hudební skladatel, aranžér a interpret
- 1949
  - Petr Lachnit, ministr pro místní rozvoj ČR
  - Ingo Bellmann, kytarista a zpěvák († 13. července 2012)
- 1963
  - Milan Šrejber, tenista
  - Lenka Teremová, psycholožka
  - Monika Žáková, herečka a dabérka
- 1973
  - Vladimír Kořen, moderátor a politik
  - Radek Vondráček, politik a právník
- 1984 – Bára Divišová, televizní reportérka
- 1987 – Jakub Nakládal, lední hokejista
- 1989 – Kateřina Vaňková, tenistka
- 2001 – Barbora Malíková, atletka, běžkyně

### Svět

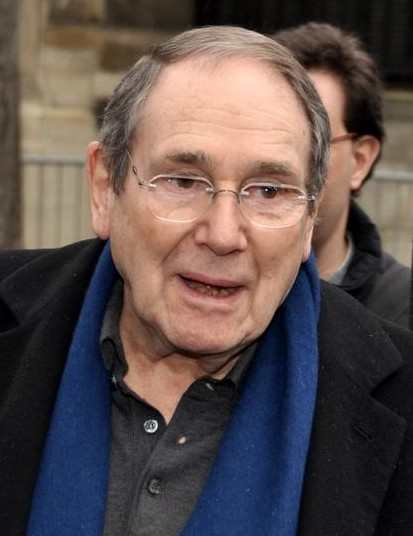
Robert Hossein (* 1927)

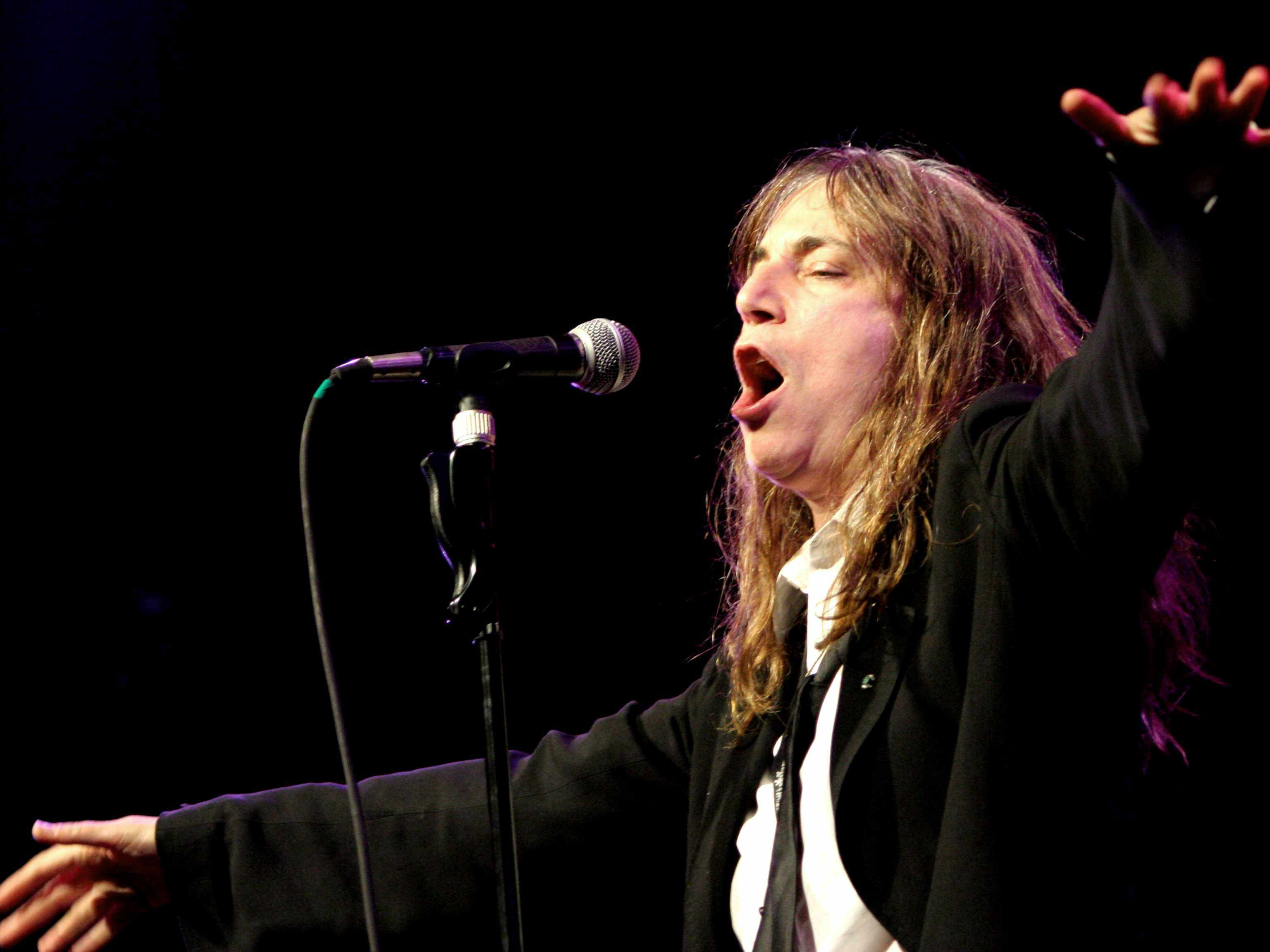
Patti Smith (* 1946)

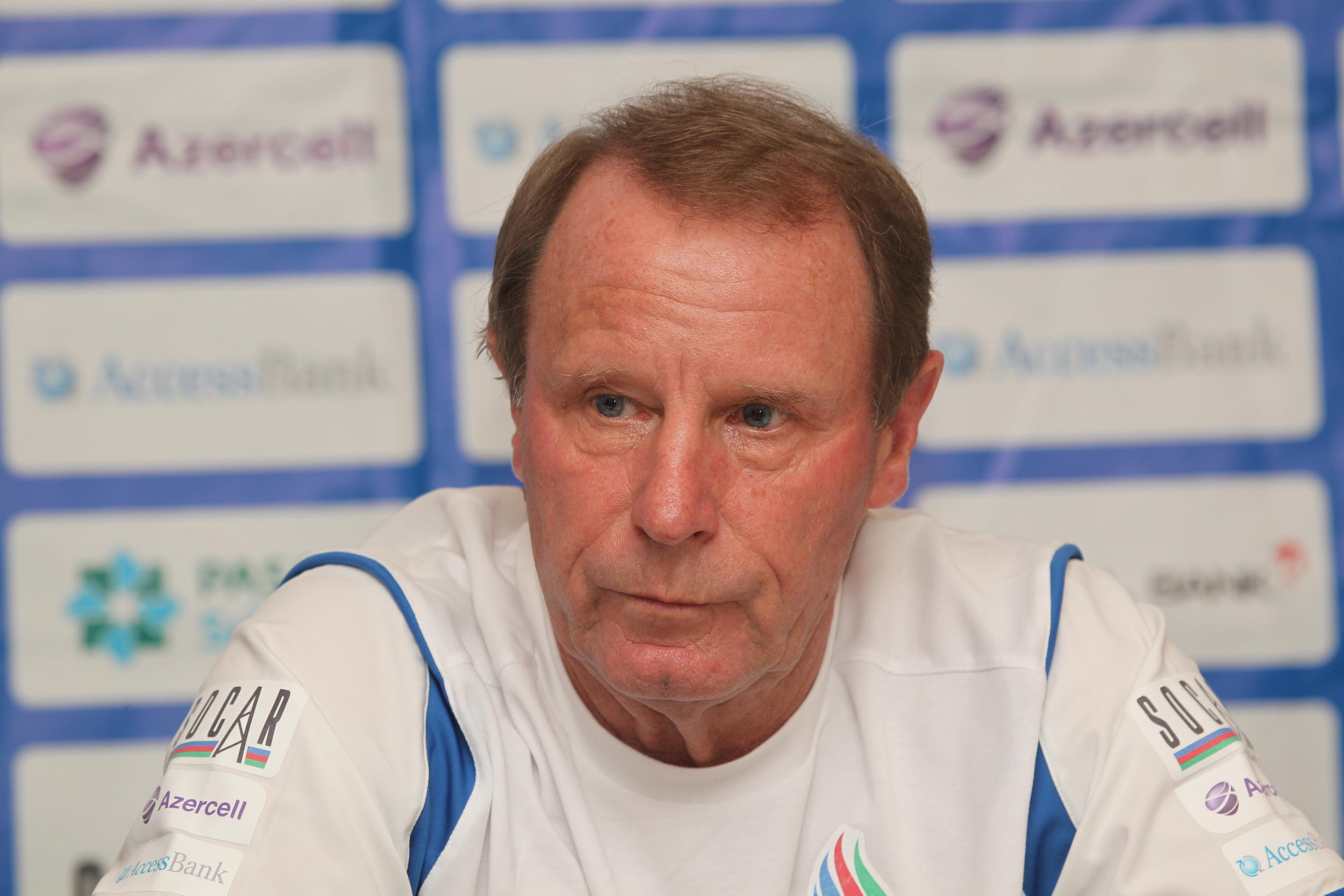
Berti Vogts (* 1946)

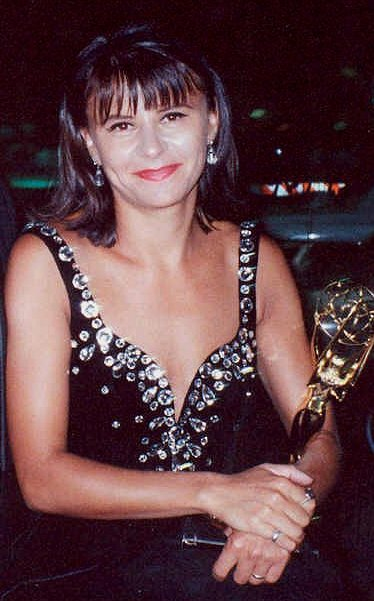
Tracey Ullman (* 1959)

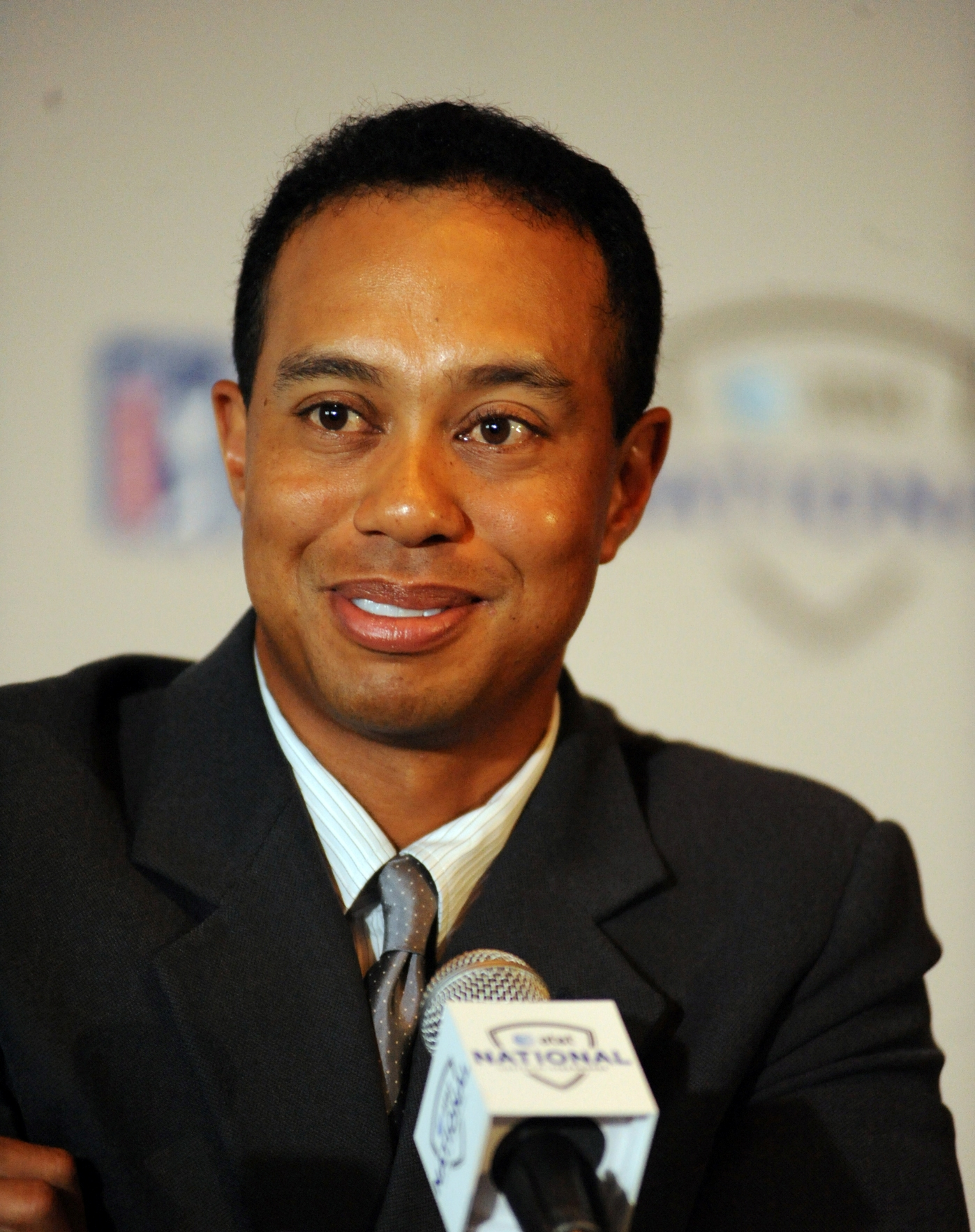
Tiger Woods (* 1975)

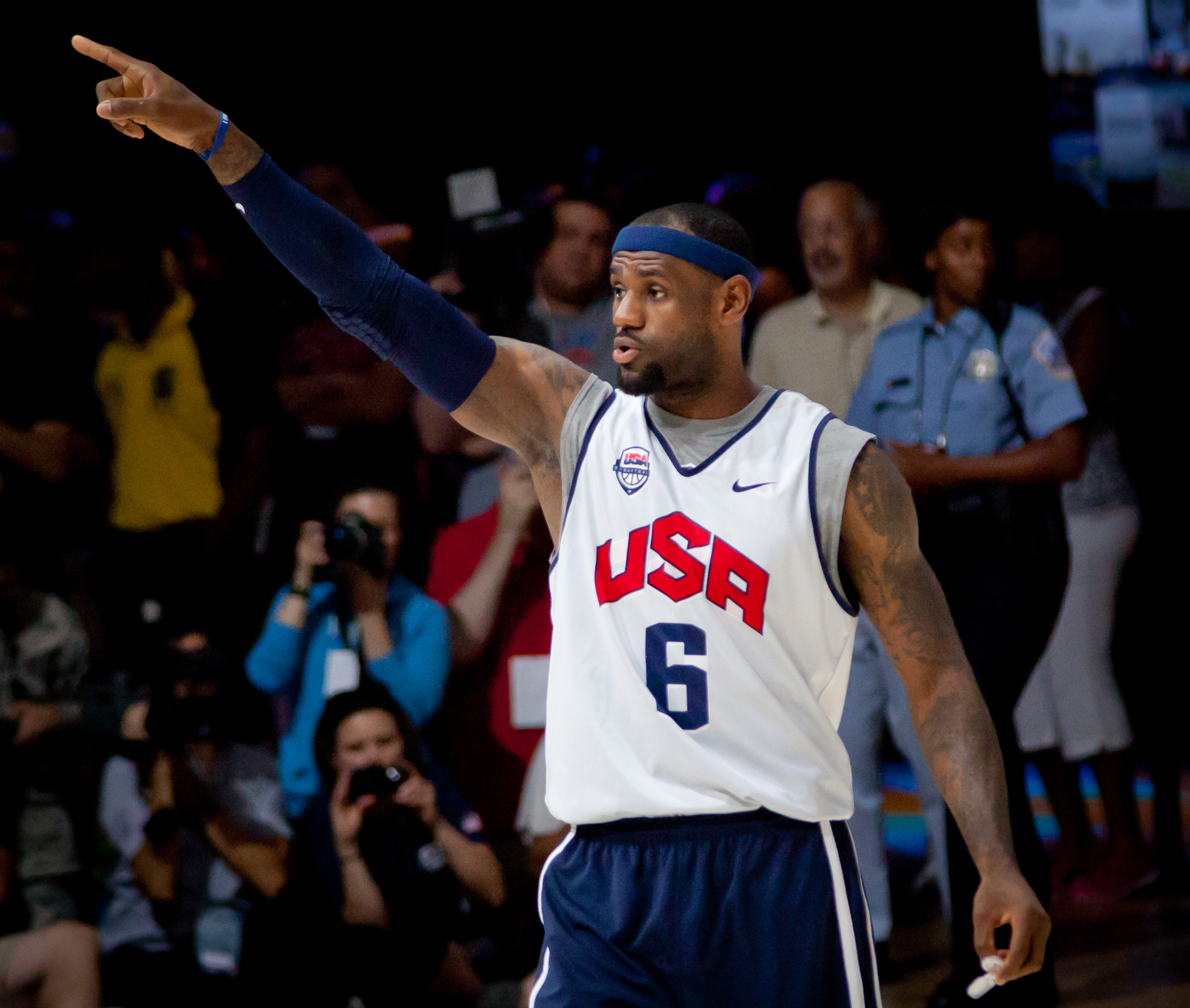
LeBron James (* 1984)

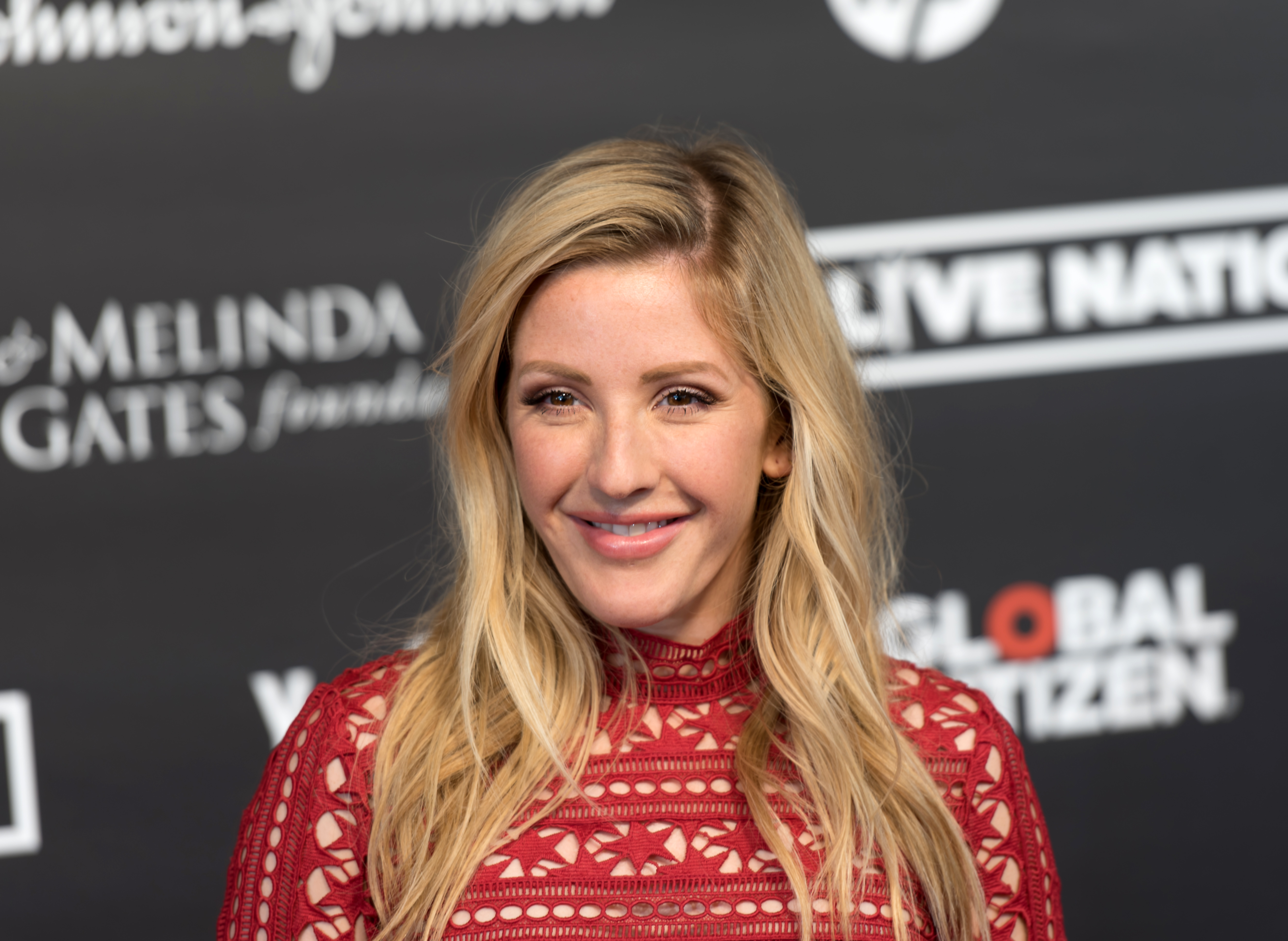
Ellie Goulding (* 1986)

- 0039 – Titus, římský císař († 13. září 81)
- 1371 – Vasilij I., velkokníže moskevský († 27. února 1425)
- 1380 – Ču Kao-sü, čínský kníže a vojevůdce († 6. října 1426)
- 1819 – Theodor Fontane, německý spisovatel († 20. září 1898)
- 1834 – Ernst Georg Ravenstein, britský geograf a kartograf († 13. března 1913)
- 1838 – Émile Loubet, francouzský prezident († 20. prosince 1929)
- 1850 – John Milne, britský geolog a důlní inženýr († 1913)
- 1861 – Václav Chlumecký, slovenský spisovatel († 1944)
- 1865 – Rudyard Kipling, britský spisovatel a básník († 18. ledna 1936)
- 1869 – Stephen Leacock, kanadský ekonom a spisovatel († 28. března 1944)
- 1872 – William Larned, americký tenista († 16. prosince 1926)
- 1874 – Janko Jesenský, slovenský politik, básník, spisovatel-prozaik a překladatel († 27. prosince 1945)
- 1879 – Ramana Maharši, indický filosof († 14. dubna 1950)
- 1881 – Wiktor Thommée, polský generál († 13. listopadu 1962)
- 1884 – Hideki Tódžó, japonský generál a politik († 23. prosince 1948)
- 1889 – Opika von Méray Horváth, maďarská krasobruslařka, mistryně světa († 25. dubna 1977)
- 1895 – Leslie Poles Hartley, anglický spisovatel († 13. prosince 1972)
- 1899 – Edgar Schmued, americký letecký konstruktér († 1. června 1985)
- 1904
  - Edith Schultze-Westrum, německá herečka († 20. března 1981)
  - Dmitrij Kabalevskij, ruský hudební skladatel, klavírista, hudební teoretik a pedagog († 14. února 1987)
- 1905 – Daniil Charms, ruský surrealistický spisovatel († 2. února 1942)
- 1908 – Abdon Stryszak, polský profesor veterinárního lékařství († 27. listopadu 1995)
- 1918
  - William Eugene Smith, americký novinářský fotograf († 15. října 1978)
  - Jimmy Jones, americký klavírista († 29. dubna 1982)
- 1919 – David Willcocks, britský sbormistr, dirigent, varhaník a skladatel († 17. září 2015)
- 1920 – Jack Lord, americký filmový a seriálový herec a producent († 21. ledna 1998)
- 1923 – Sara Lidmanová, švédská spisovatelka († 17. června 2004)
- 1926 – Stan Tracey, britský klavírista († 6. prosince 2013)
- 1927 – Robert Hossein, francouzský režisér, herec a scenárista
- 1928
  - Bo Diddley, americký zpěvák a kytarista († 2. června 2008)
  - Janez Zemljarič, slovinský politik a právník
- 1930
  - Tchu Jou-jou, čínská chemička a farmakoložka, Nobelova cena 2015
  - Dündar Ali Osman, hlava osmanské dynastie po pádu říše († 18. ledna 2001)
- 1931 – Charles Bassett, americký astronaut († 28. února 1966)
- 1932
  - Gordon H. Bower, americký psycholog († 17. června 2020)
  - Herb Cohen, americký manažer hudebníků († 16. března 2010)
  - Paolo Villaggio, italský herec, spisovatel a režisér († 3. července 2017)
- 1934 – Del Shannon, americký zpěvák († 8. února 1990)
- 1935
  - Omar Bongo, gabonský prezident († 8. června 2009)
  - Sandy Koufax, americký baseballista
  - Manuel Aaron, indický šachista
- 1937 – Gordon Banks, anglický fotbalový brankář († 12. února 2019)
- 1939 – Felix Pappalardi, americký producent, skladatel, zpěvák a baskytarista († 17. dubna 1983)
- 1942
  - Vladimir Bukovskij, ruský politický aktivista, neurofyziolog a spisovatel († 27. října 2019)
  - Anne Charleston
  - Michael Nesmith, americký rockový zpěvák, hudebník, skladatel a herec
  - Janko Prunk, slovinský historik a politik
  - Robert Quine, americký rockový kytarista († 31. května 2004)
- 1945 – Davy Jones, anglický rockový zpěvák, skladatel a herec († 29. února 2012)
- 1946
  - Patti Smithová, americká rocková zpěvačka a básnířka
  - Berti Vogts, německý fotbalista
  - Clive Bunker, bubeník britské skupiny Jethro Tull
- 1947 – Jeff Lynne, britský hudebník (ELO)
- 1948 – Randy Schekman, americký buněčný biolog a biochemik, Nobelova cena 2013
- 1950
  - Mont Campbell, britský hudebník
  - Dave Stewart, britský hudebník
  - Bjarne Stroustrup, dánský informatik, tvůrce programovacího jazyka C++
  - Roman Moravec, bývalý československý atlet (výškař) slovenské národnosti († 4. listopadu 2009)
- 1953 – Daniel Thomas Barry, americký astronaut
- 1956 – Jacek Wszoła, polský olympijský vítěz ve skoku do výšky
- 1958
  - Lewis Nash, americký bubeník
  - Steven Lee Smith, americký astronaut
- 1959 – Tracey Ullman, britská herečka, komička, zpěvačka, tanečnice a scenáristka
- 1961
  - Andrzej Marcisz, polský horolezec a sportovní lezec
  - Ben Johnson, kanadský atlet, sprinter
- 1962 – Heike Hartwigová, německá atletka, koulařka
- 1969 – Kersti Kaljulaidová, estonská prezidentka
- 1971 – C. S. Lee, americký herec
- 1973
  - Ato Boldon, trinidadský sprintér
  - Maureen Flannigan, Americká herečka
- 1975 – Tiger Woods, americký golfista
- 1976 – Miguel Zenón, portorický saxofonista
- 1982 – Kristin Kreuková, kanadská herečka
- 1984 – LeBron James, americký basketbalista
- 1985 – Lars Boom, nizozemský cyklista
- 1986
  - Ellie Goulding, britská popová zpěvačka
  - Caity Lotz, americká herečka, tanečnice, zpěvačka a modelka
- 1987
  - Thomaz Bellucci, brazilský tenista
  - Tim Smyczek, americký tenista
- 1991 – Kurumi Narová, japonská tenistka
- 1995
  - Kim Taehyung, korejský zpěvák
  - Igor Šesťorkin, ruský hokejový brankář
  - Dominic Fike, americký zpěvák, skladatel a herec

## Úmrtí

### Česko

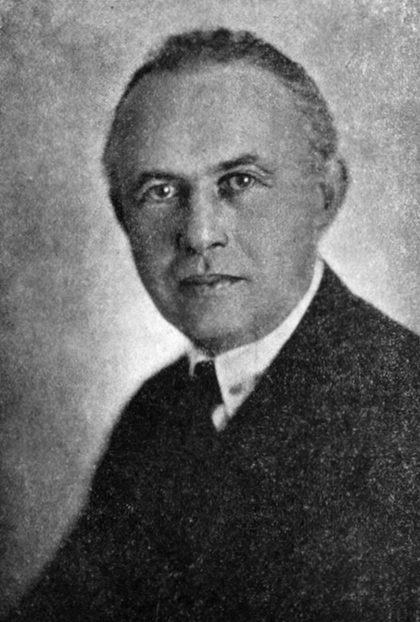
Ivan Olbracht († 1952)

- 1394 – Matěj z Janova, kněz a spisovatel (* asi 1350)
- 1791 – Jiří Ignác Linek, kantor a hudební skladatel (* 21. ledna 1725)
- 1831 – Karl Nanke, hudební skladatel (* 1768)
- 1870 – František Krišpín, malíř a ilustrátor (* 20. dubna 1841)
- 1891 – Franz Vogl, hudební skladatel a pedagog (* 20. července 1821)
- 1901 – Soběslav Pinkas, český malíř a karikaturista (* 7. října 1827)
- 1930 – Ladislav Syllaba, lékař a politik (* 16. června 1868)
- 1935 – Stanislav Souček, český filolog, literární historik, rektor Masarykovy univerzity (* 7. května 1870)
- 1944 – Jan Jílek, československý politik (* 1. února 1864)
- 1952 – Ivan Olbracht, spisovatel (* 6. ledna 1882)
- 1954 – Evžen Rakousko-Těšínský, rakouský arcivévoda (* 21. května 1863)
- 1956 – Josef Jirsík, český zoolog a ornitolog (* 26. listopadu 1898)
- 1957 – Václav Mrázek, český sériový vrah (* 22. října 1925)
- 1958 – Emanuel Ondříček, houslista, hudební pedagog a skladatel (* 6. prosince 1880)
- 1961 – Josef Havlíček, český funkcionalistický architekt (* 5. května 1899)
- 1966 – Géza Včelička, novinář, spisovatel, cestovatel a malíř (* 7. května 1901)
- 1967 – Gustav Havel, motocyklový závodník (* 27. srpna 1930)
- 1969 – Jiří Trnka, výtvarník, ilustrátor a tvůrce ilustrovaného filmu (* 24. únor 1912)
- 1972 – T. Svatopluk, český prozaik a malíř (* 25. října 1900)
- 1974 – Hanuš Thein, operní pěvec a režisér (* 17. ledna 1904)
- 1981 – František Chaun, skladatel, klavírista, zpěvák, malíř a herec (* 26. ledna 1921)
- 1986 – Jiří Jaroch, hudební skladatel (* 23. září 1920)
- 1989 – Viktor Palivec, básník, heraldik, knihovník a bibliograf (* 23. prosince 1908)
- 1993 – Rita Klímová, ekonomka, disidentka a diplomatka (* 10. prosince 1931)
- 1995 – Vítězslav Kocourek, spisovatel a překladatel (* 3. srpna 1920)
- 1999 – metropolita Dorotej, pražský pravoslavný arcibiskup (* 27. října 1913)
- 2005 – René Gabzdyl, český zpěvák, herec a tanečník (* 25. červenec 1943)
- 2006 – František Živný, hudební skladatel (* 5. února 1927)
- 2010 – Miloš Frýba, televizní hlasatel (* 18. března 1945)
- 2021 – Karel Loprais, automobilový závodník, několikanásobný vítěz Rallye Dakar (* 4. března 1949)

### Svět

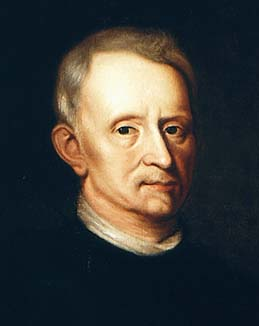
Jean-Baptiste van Helmont († 1644)

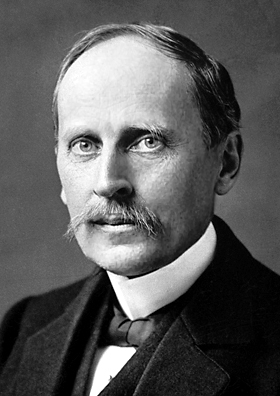
Romain Rolland († 1944)

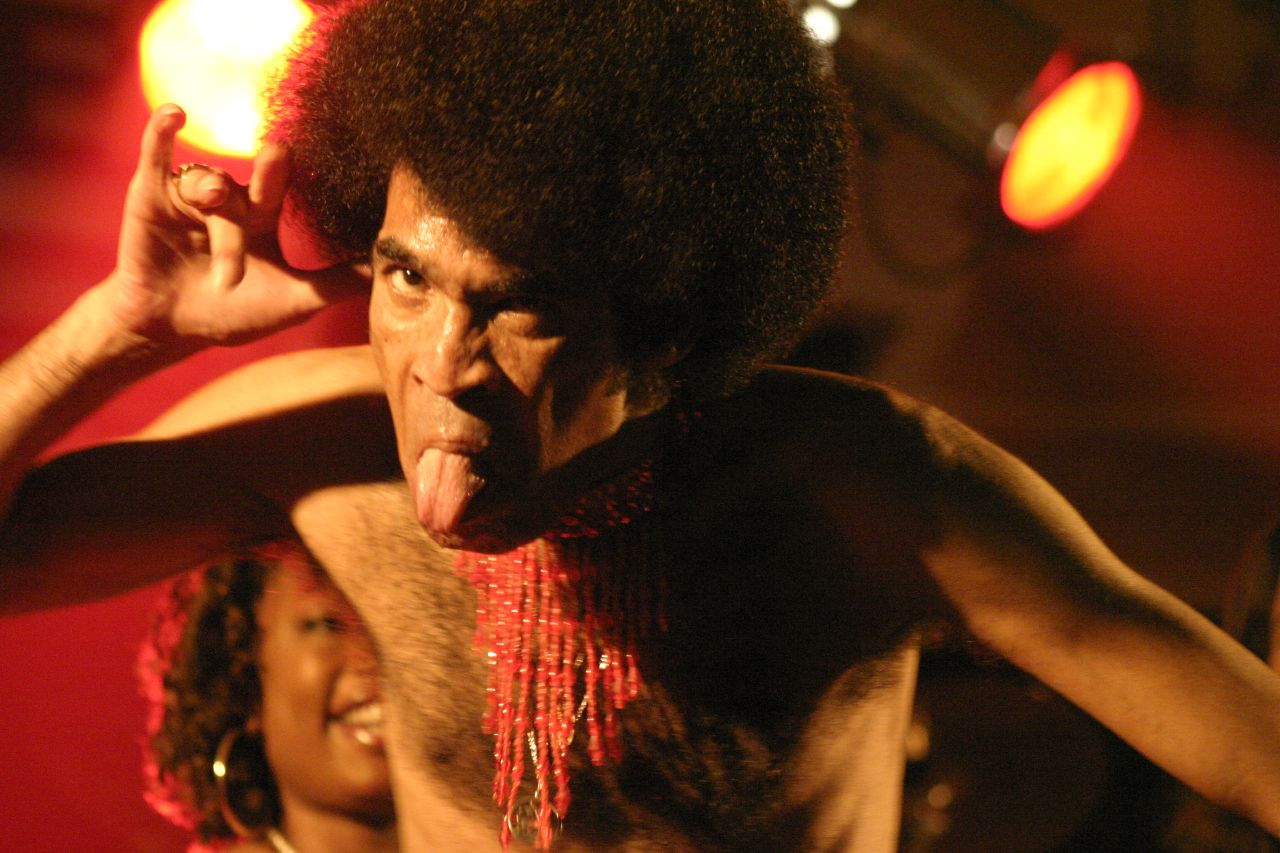
Bobby Farrell († 2010)

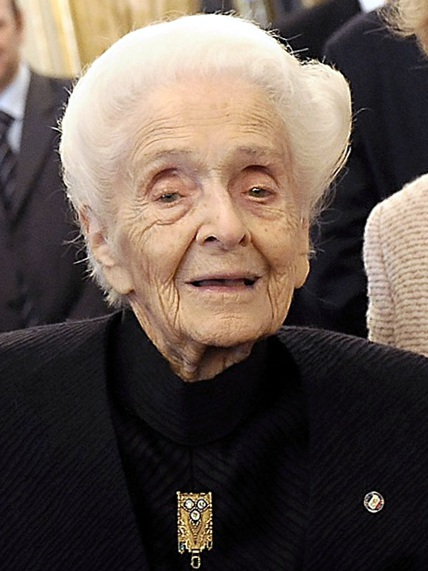
Rita Levi-Montalcini († 2012)

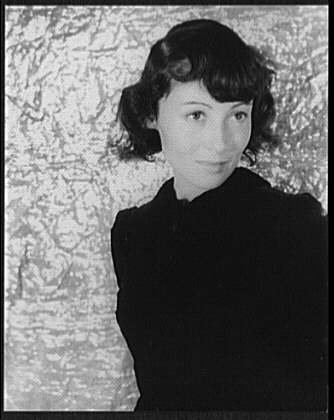
Luise Rainerová († 2014)

- 0274 – Svatý Felix I., 26. papež katolické církve (* ?)
- 1178 – Pribislav, poslední kníže obodritský a první kníže meklenburský (* ?)
- 1280 – bl. Markéta Colonna, řeholnice (* 1255)
- 1331 – Bernard Gui, dominikánský mnich a inkvizitor (* 1261)
- 1419 – Václav II. Lehnický, kníže Lehnický a Niský a arcibiskup vratislavský (* 1348)
- 1572 – Galeazzo Alessi, italský architekt vrcholné renesance (* 1512)
- 1591 – Papež Inocenc IX., (* 20. července 1519)
- 1640 – Jan František Régis, francouzský jezuitský misionář (* 31. ledna 1597)
- 1644 – Jean-Baptiste van Helmont, vlámský chemik, fyzik a fyziolog (* 12. ledna 1577)
- 1662 – Ferdinand Karel Tyrolský, rakousko-tyrolský arcivévoda (* 17. května 1628)
- 1681 – Antonio Sartorio, italský barokní hudební skladatel (* 1620)
- 1732 – Cornelio Bentivoglio, italský kardinál (* 27. března 1688)
- 1742 – Giacomo Antonio Corbellini, italský štukatér a mramorosochař (* 1674)
- 1777 – Maxmilián III. Josef, bavorský kurfiřt (* 28. března 1727)
- 1793 – Noël Martin Joseph de Necker, německý lékař a botanik francouzského původu (* 25. prosince 1730)
- 1797 – Juan Manuel de Ayala, španělský námořní důstojník a objevitel (* 28. prosince 1745)
- 1819 – Jan Karel Paar, rakouský nejvyšší dvorský a generální dědičný poštmistr (* 15. června 1772)
- 1845 – Nicolas-Toussaint Charlet, francouzský malíř (* 20. prosince 1792)
- 1847 – Sima Milutinović Sarajlija, srbský básník a spisovatel (* 3. října 1791)
- 1870 – Juan Prim, španělský politik (* 6. prosince 1814)
- 1879 – Jean-Baptiste Alphonse Dechauffour de Boisduval, francouzský lékař a přírodovědec (* 17. června 1799)
- 1880 – Achille Guénée, francouzský advokát a entomolog (* 1. ledna 1809)
- 1893 – Friedrich Karl Wunder, německý litograf a fotograf (* 27. října 1815)
- 1906 – Josephine Elizabeth Butler, britská anglikánská aktivistka, feministka, sociální reformátorka (* 13. dubna 1828)
- 1896 – José Rizal, národní hrdina Filipín (* 19. června 1861)
- 1913 – Žofie Nasavská, švédská a norská královna jako manželka Oskara II. (* 9. července 1836)
- 1915 – Oswald Külpe, německý psycholog a filozof (* 3. srpna 1862)
- 1916 – Grigorij Jefimovič Rasputin, ruský mystik a léčitel (* 21. ledna 1869)
- 1917 – William Heerlein Lindley, britský vodárenský inženýr (* 30. ledna 1853)
- 1922 – Gaston Bonnier, francouzský botanik (* 9. dubna 1853)
- 1936 – Bedřich Rakousko-Těšínský, vrchní velitel rakouské armády (markýz Gero) (* 4. června 1856)
- 1940 – Gjergj Fishta, albánský františkánský mnich a básník (* 23. října 1871)
- 1941 – El Lisickij, ruský a sovětský výtvarný umělec (* 23. listopadu 1890)
- 1942 – Nevile Henderson, velvyslanec Spojeného království v nacistickém Německu (* 10. června 1882)
- 1944 – Romain Rolland, francouzský spisovatel (* 29. ledna 1866)
- 1947
  - Han van Meegeren, nizozemský malíř a padělatel (* 10. října 1889)
  - Alfred North Whitehead, anglický matematik a filosof (* 15. února 1861)
- 1949 – Leopold IV. z Lippe, poslední vládnoucí kníže z Lippe (* 30. května 1871)
- 1954 – Karl Troll, rakouský architekt (* 1. listopadu 1865)
- 1959 – Wacław Grzybowski, polský politik a filozof (* 4. května 1887)
- 1962 – Arthur Oncken Lovejoy, americký filozof (* 10. října 1873)
- 1963 – Isobel Gathorne-Hardyová, anglická šlechtična a jedna z prvních ledních hokejistek (* 2. září 1875)
- 1966 – Christian Herter, americký politik (* 28. března 1895)
- 1968
  - Kirill Afanasjevič Mereckov, maršál Sovětského svazu (* 7. června 1897)
  - Trygve Halvdan Lie, norský politik, první generální tajemník OSN (* 16. července 1896)
- 1970 – Arsenio Rodríguez, kubánský hudebník a skladatel (* 30. srpna 1911)
- 1971 – Jo Cals, premiér Nizozemska (* 18. července 1914)
- 1979 – Richard Rodgers, americký hudební skladatel (* 28. června 1902)
- 1981
  - Curt Eisner, polsko-německý entomolog a muzejník (* 28. dubna 1890)
  - Franjo Šeper, chorvatský arcibiskup a kardinál (* 2. října 1905)
- 1986 – Augustín Kubán, slovenský herec (* 4. července 1921)
- 1988 – Julij Markovič Daniel, sovětský spisovatel, disident a politický vězeň (* 15. listopadu 1925)
- 1989 – Jasudži Mijazaki, japonský plavec, zlato na OH 1932 (* 15. října 1916)
- 1992
  - Lusine Zakarjan, arménská sopranistka (* 1. června 1937)
  - Mihailo Lalić, černohorský spisovatel (* 7. října 1914)
- 1998 – Joan Brossa, katalánský básník (* 19. ledna 1919)
- 2000 – Bohdan Warchal, slovenský houslista a dirigent (* 27. ledna 1930)
- 2001 – Samuel Mockbee, americký architekt (* 23. prosince 1944)
- 2004 – Artie Shaw, americký jazzový klarinetista (* 23. května 1910)
- 2006 – Saddám Husajn, irácký diktátor, popraven oběšením (* 28. dubna 1937)
- 2009
  - Rowland S. Howard, australský kytarista a zpěvák (* 24. října 1959)
  - Petr Seiiči Širajanagi, japonský arcibiskup Tokia, kardinál (* 17. června 1928)
  - Abdurrahman Wahid, čtvrtý prezident Indonésie (* 7. září 1940)
- 2010 – Bobby Farrell, zpěvák a tanečník, člen kapely Boney M (* 6. října 1949)
- 2011 – Eva Zeisel, americká průmyslová designérka narozená v Budapešti (* 13. listopadu 1906)
- 2012
  - Rita Leviová-Montalciniová, italská neuroložka, Nobelova cena (* 22. dubna 1909)
  - Carl Woese, americký mikrobiolog (* 15. července 1928)
- 2014 – Luise Rainerová, hollywoodská herečka německého původu (* 12. ledna 1910)
- 2015 – Bert Bolin, švédský meteorolog (* 15. května 1925)
- 2016 – Allan Williams, britský podnikatel, první manažer skupiny The Beatles (* 17. března 1930)
- 2022 – Barbara Waltersová, americká moderátorka (* 25. září 1929)
- 2023 – Tom Wilkinson, britský herec (* 5. února 1948)

## Svátky

### Česko
- David, Davida
- Melánie
- Chval

### Svět
- Bolívie: Bank Holiday
- Chile: Bank Holiday
- Filipíny: Rizalův den
- Salvador: Bank Holiday

Liturgický kalendář
- Svatý Felix I. – 26. papež katolické církve († 274)
- Svatý Evžen a Kolumba ze Sens – mučedníci
- Blahoslavená Markéta Colonna, řeholnice

| 30. prosinec v pražském KlementinuÚdaje jsou platné k 11. 3. 2025. | 30. prosinec v pražském KlementinuÚdaje jsou platné k 11. 3. 2025. | 30. prosinec v pražském KlementinuÚdaje jsou platné k 11. 3. 2025. |
| minimum                                                            | denní průměr                                                       | maximum                                                            |
| ------------------------------------------------------------------ | ------------------------------------------------------------------ | ------------------------------------------------------------------ |
| −22,5 °C (1799)                                                    | 1,2 °C (od 1961)                                                   | 14,3 °C (1925)                                                     |